# Melanochaeta pubescens
Melanochaeta pubescens är en tvåvingeart som först beskrevs av Thalhammer 1898.  Melanochaeta pubescens ingår i släktet Melanochaeta och familjen fritflugor. Inga underarter finns listade i Catalogue of Life.